# فيكتور رودريغوس دا سيلفا
فيكتور رودريغوس دا سيلفا (هانغل: 빅토르 호드리게스 다 실바) هو لاعب كرة قدم كوري جنوبي وبرازيلي، ولد في 10 فبراير 1976 في البرازيل. لعب مع برسيبو بوجونيغورو ونادي سول.

## وصلات خارجية
- فيكتور رودريغوس دا سيلفا على موقع دوري كوريا الجنوبية (الإنجليزية)